# Augustinianum (revue)
Augustinianum est une revue scientifique soumise au processus d'évaluation par les pairs.    

## Description
Apparue en 1961, elle est d’abord reconnue dans le monde académique pour ses contributions sur la littérature targumique. En 1970, elle commence à publier des articles en patristique, et se spécialise définitivement dans ce domaine à partir de 1973, à l’occasion du seizième centenaire de la mort de Saint Athanase († 373). Depuis son premier volume, la revue a publié plus de 3 800 articles et recensions consacrés à l’étude des Pères de l'Église et de la littérature chrétienne ancienne. La revue Augustinianum est dirigée par Antonio Gaytán et publiée par l'Institut patristique Augustinianum (Rome). L'accès à toutes les publications en ligne est assuré par le Philosophy Documentation Center. 
Dans les cinq derniers volumes – du numéro 57 (2017) au 61 (2021) – six contributions ont été publiées en français ; trente en anglais ; cinquante en italien ; onze en espagnol ; deux en allemand. Cinquante-neuf recensions, rédigées dans différentes langues, ont également été publiées. Sans nous attarder sur chaque contribution publiée dans Augustinianum, nous pouvons schématiser les recherches en les classant dans différentes catégories en fonction de leur contenu: articles de nature philologique, études sur l’œuvre d'Augustin, éditions critiques, recherches de critique textuelle, enquêtes sur l’histoire de la théologie, exposés sur la théologie des Pères de l'Église, patrologie orientale, archéologie et épigraphie chrétienne. 
En ce qui concerne les contributions de nature philologique, nous pouvons indiquer : G. Stefanelli, Cristiani, giudei e pagani: lessico, esegesi e polemica nei Tractatus in Psalmos di Gerolamo (2017); A. D’Anna, Sul testo della Passio Petri et Pauli (2017); A. Sáez Gutiérrez – J. J. Ayán Calvo, Acerca del término ὑπόϑεσις en el Adversus haereses de Ireneo de Lyon (2018); F. Ruggiero, Osservazioni sul testo del Πρὸς Διόγνητον (2018); P. Liverani, La Σκιά (Hbr. 10,1) e la verità dei colori (2020); P. de Navascués – B. Outtier, Hippolytus. In Canticum II,3 (CPG 1871): las dos alianzas. Nota filológica (2021). 
Pour des raisons évidentes, nombreuses sont les recherches sur la pensée d’Augustin. En voici quelques-unes : J. van Neer, Esau and Jacob (Sermon 4). Augustine’s Solution to an “Insoluble” Problem (2017); P. van Geest, Sed ea quae obscura sunt praetermitto (Speculum 108). Augustine’s Selection of Scriptural Quotations in his Speculum as Proof of his Desire to Effect a Confrontation (2017); Th. Clemmons, The Common, History, and the Whole: Guiding Themes in De vera religione (2018); M. Foley, The Fruit of confessing Lips: Sacrifice and the Genre of Augustine’s Confessions (2019); W. E. Helleman, Predication according to Substance and Relation: The Argument of Augustine’s De Trinitate 6 (2019); A. Miranda, Noli adhaerere velle seni mundo. Agostino e la conversione del mondo pagano nei discorsi al popolo (2020); A. H. Pierce, At the Crossroads of Christology and Grace: Augustine On the Union of Homo and Verbum in Christ (ca. 411–430) (2020); N. Cipriani, Il De immortalitate animae di Agostino nella critica più recente (2021). 
Les éditions critiques suivantes ont été publiées ces dernières années : F. Dolbeau, Deux Sermons d’Augustin pour les fêtes de Jean-Baptiste et de Pierre et Paul (s. 293 et 299) (2017); S. G. Americano, Ignazio d’Antiochia nel ‘Pandette della Sacra Scrittura’ di Antioco di San Saba (CPG 7842-7844). Tradizione manoscritta, testo critico e commento (2017); A. Orengo, Canoni conciliari armeni: Šahapivan e Dowin (2018). 
Voici quelques-uns des articles concernant la critique textuelle : F. Ruggiero, Spirabat paululum iam. Una nuova congettura per un noto locus desperatus agostiniano (2017); B. Paschke, Die Brüsseler Handschrift 8232-33: Ein griechischer Textzeuge für die Metastasis des Apostels Johannes (2019); P. de Navascués, Nota a Ireneo, Adversus Haereses 1, 1, 1: Fuisse in immensis aeonibus (2019); R. Oliva Martínez, Epifanio de Salamina en Barb. gr. 441 (2019); J. L. Narvaja, Recepción de Ireneo en el siglo XII. El Liber de sectis hereticorum de Balduino de Canterbury, testimonio de un manuscrito perdido del Adversus Haereses (2020); R. Oliva Martínez, Orientaciones para el estudio del contenido del Vat. gr. 1196 (2020); Ch. Guignard, Hilaire de Poitiers, Commentaire sur Matthieu 33, 5: plaidoyer pour le texte de la famille α (2020); A. Segneri, Spigolature pseudodidimiane (2021); A. Nigra, Note per l’attribuzione a Massimo il Confessore di parte degli Scholia al Corpus Dionysiacum (2021). 
En ce qui concerne l’histoire de la théologie, nous pouvons citer les articles suivants : C. dell’Osso, Le origini del monoenergismo/monotelismo (2017); G. D. Dunn, Ecclesiology in Early North African Christianity (2017); E. Wipszycka, The Canons of the Council of Chalcedon Concerning Monks (2018); S. A. Robbe, Rufino difensore dell’ortodossia niceno-costantinopolitana. La versione latina di h. e. 1, 1-3 a confronto con l’originale (2019); E. Prinzivalli, Haereticorum baptisma. Aspetti della controversia battesimale tra Occidente e Oriente nel III secolo (2020); S. Fernández, “Begotten” and “Created”. The Synod of Ancyra (358 C.E.) on the Perfect Birth of the Son of God (2021); J. J. Gallagher, History, Eschatology, and the Development of the Six Ages of the World (2021). 
Les études sur la théologie des Pères de l’Église sont elles aussi nombreuses. En voici quelques-unes : M. Monfrinotti, Il Dio creatore nelle testimonianze esamerali di Teofilo di Antiochia e Clemente di Alessandria (2018); M. Gyurkovics, La santa prole. Il frutto del matrimonio Cristiano nella teologia di Clemente di Alessandria (2018); C. Ricci, Hi quattuor egregii doctores […] ueluti clarissima sidera micant: la recezione dei Padri della Chiesa latina nell’Umanesimo mitteleuropeo (2020); D. Scardia, Tractatus in psalmum 15, 8 (Series altera): Gerolamo tra rispetto dei modelli e autonomia esegetica (2020); J. Varela Rodríguez, Isidoro de Sevilla ante Gregorio Magno: aspectos de la teología moral (2020); A. E. T. McLaughlin, Lives, Lives, and Afterlives: The Exemplary Pedagogy of Caesarius of Arles (2021). 
Outre la publication d’éditions de textes issus de la patrologie orientale, la revue aborde également leur théologie, comme par exemple dans : F. Vecoli, Norme, malédiction et forme de vie dans les “règles” de Chenouté (2018); F. Berno, The Nag Hammadi Reception of 1 Enoch. Some Preliminary Remarks and a Case Study: A Valentinian Exposition (NHC XI, 2; CPG 1216; CC 0669) (2019). 
Enfin, des articles sur l’archéologie et l’épigraphie chrétiennes ont également été publiés: P. L. Gatti, Le Faussaire et la Ville: la correspondance entre Sénèque et l’apôtre Paul mise à l’épreuve de l’archéologie (2018); L. Covello, Ipotesi ricostruttiva dei sistemi di accesso della Basilica Onoriana di Sant’Agnese fuori le mura (2018); J. Leoni, Gli epigrammi di Papa Damaso e Roma Christiana (2019). 
Les auteurs qui publient dans Augustinianum proviennent d’un large spectre d'horizons académiques nationaux et internationaux. Les institutions italiennes suivantes sont représentées : Facoltà Teologica dell’Emilia-Romagna (Bologna); Facoltà Teologica dell’Italia Settentrionale (Torino); Pontificio Istituto Biblico (Roma); Sapienza Università di Roma; Università degli Studi “G. d’Annunzio” (Chieti – Pescara); Università degli Studi della Basilicata; Università degli Studi di Firenze; Università degli Studi Roma Tre; Università di Pisa. S’y ajoutent de nombreuses institutions internationales : Baylor University (Texas, USA); École Européenne Luxembourg II (Bertrange, Luxembourg); Evangelische Theologische Faculteit (Leuven, Belgium); Gannon University (Pennsylvania, USA); Institut d’études religieuses de l’Université de Montréal (Canada); Institut de France (Paris); Laboratoire d’études sur les monothéismes (Aubervilliers, France); Ludwig-Maximilians-Universität (München, Deutschland); Pontificia Universidad Católica (Santiago, Chile); St Athanasius Greek-Catholic Theological Institute (Nyíregyháza, Hungary); The Catholic University of America (Washington DC, USA); Tilburg University (Utrecht, The Netherlands); Universidad San Dámaso (Madrid, España); Universidade de Santiago de Compostela (A Coruña, España); Université de Strasbourg (France); University College Dublin (Irlanda); University of Notre Dame (Indiana, USA); University of Toronto (Canada); University of Warsaw (Poland). 

## Résumé et indexation
Augustinianum est répertoriée et recensée dans L'Année philologique, ATLA Religion Database, FRANCIS, Index Religiosus, International Bibliography of Book Reviews of Scholarly Literature, International Bibliography of Periodical Literature, MLA International Bibliography, New Testament Abstracts, Periodicals Index Online (ProQuest), et PhilPapers . 

## Galerie de photos

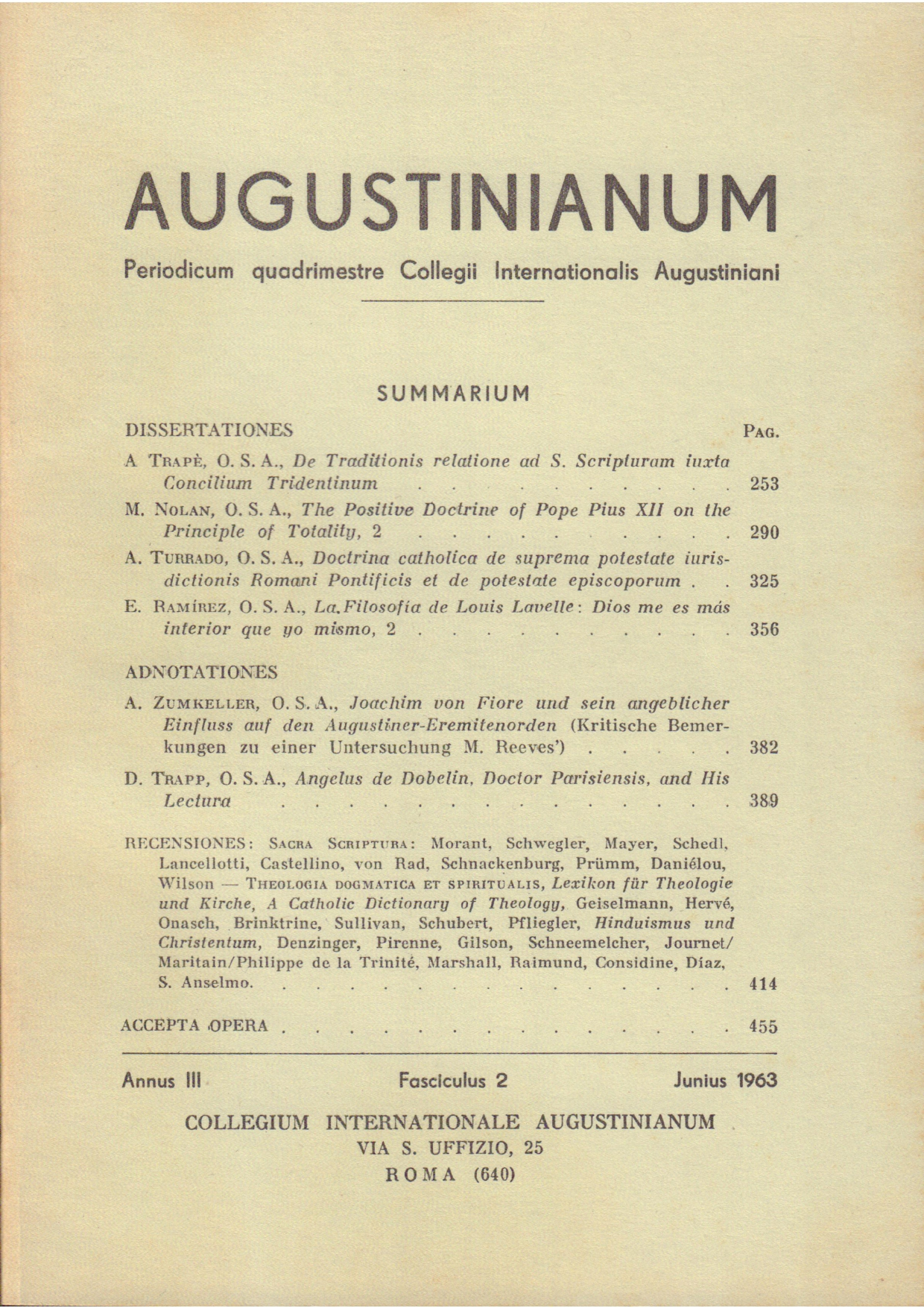
Couverture du numéro 2 du volume 3 (1963)
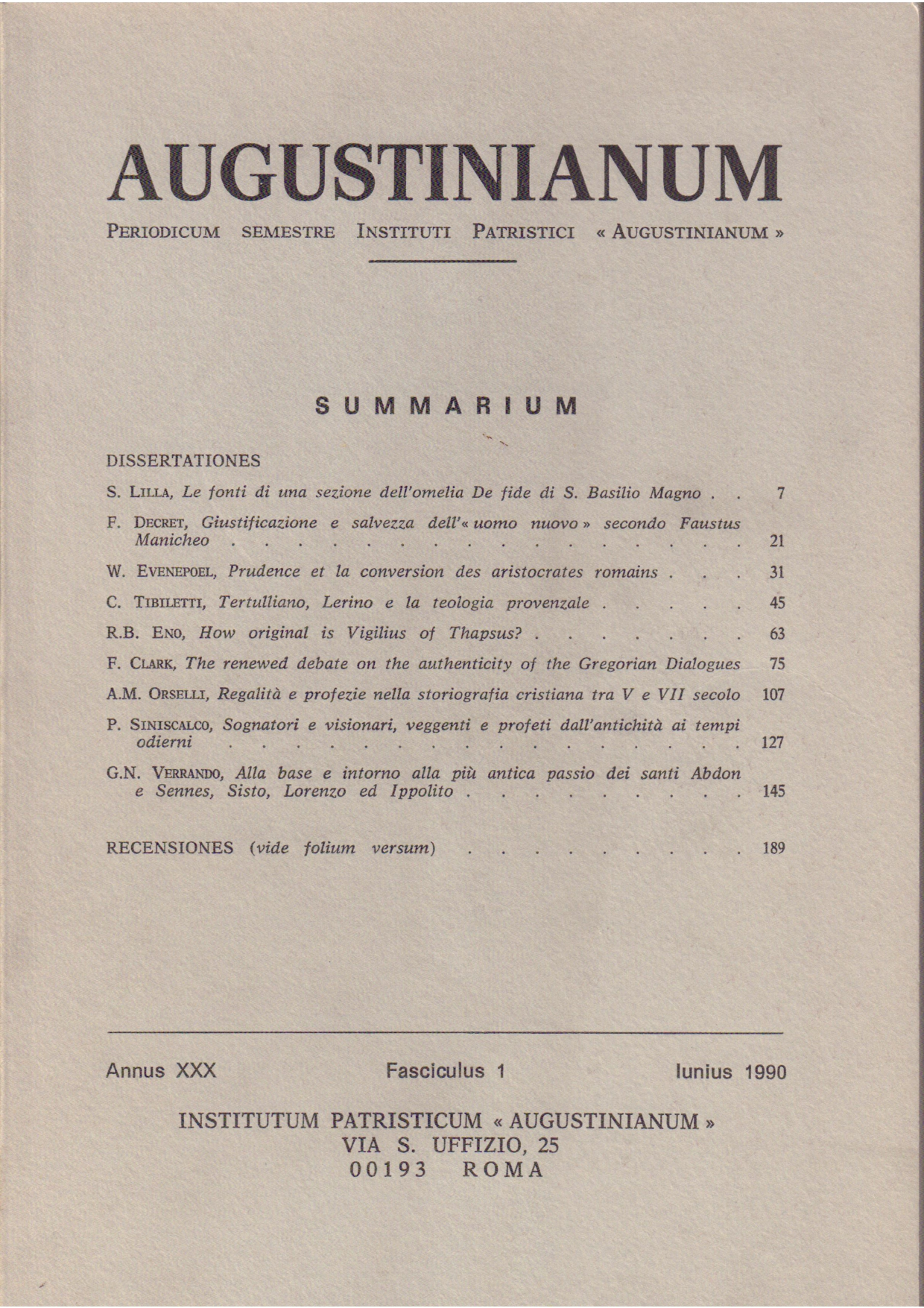
Couverture du numéro 1 du volume 30 (1990)
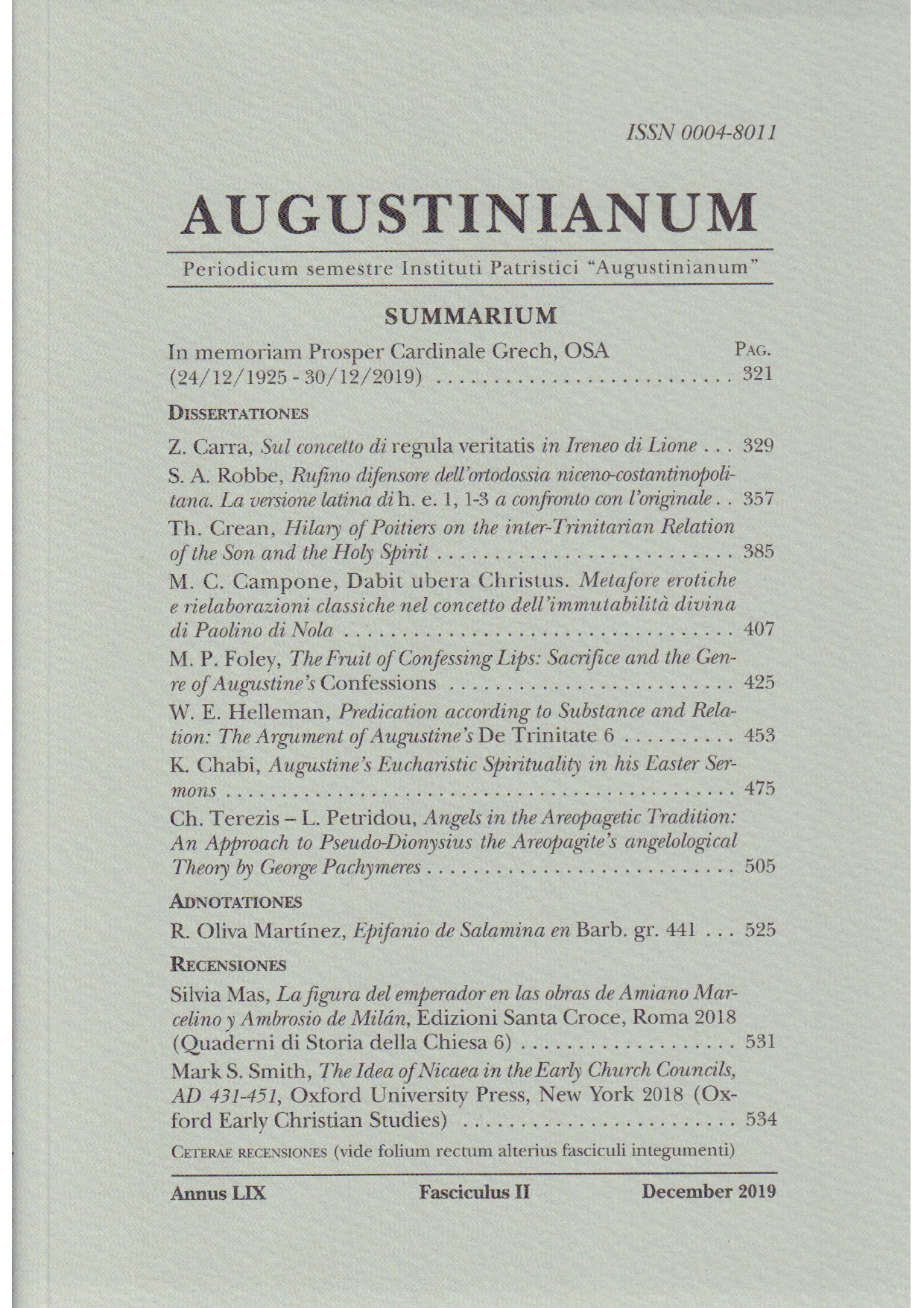
Couverture du numéro 2 du volume 59 (2019)